# Rebecca Robisch
Rebecca Robisch (Roth, 4 april 1988) is een Duits triatlete en duatlete. Ze is meerdere malen Duits kampioene junioren in duatlon en triatlon en behaalde een bronzen medaille op het wereldkampioenschap junioren in Lausanne. Haar sterkste onderdelen zijn het fietsen en lopen.

## Titels
- Duits kampioen triatlon junioren: 2006
- Duits kampioen triatlon jeugd: 2002, 2003, 2004, 2005
- Duits kampioen triatlon (sprint): 2011
- Duits kampioen duatlon junioren: 2006
- Duits kampioen duatlon jeugd: 2003, 2004, 2005

## Belangrijke prestaties

### triatlon
- 2005: 4e EK junioren
- 2005: 7e EK junioren
- 2005: 8e WK junioren olympische afstand in Gamagōri - 1:03.19
- 2006:  EK junioren
- 2006:  WK junioren in Lausanne - 1:06.12
- 2007:  WK junioren in Hamburg - 1:00.10
- 2009: 88e WK olympische afstand - 86 p
- 2010: 27e WK sprintafstand in Lausanne - 1:01.48
- 2010: 66e WK olympische afstand - 330 p
- 2011: 15e WK sprintafstand in Lausanne - 59.25
- 2011: 60e WK olympische afstand - 430 p
- 2012: 10e WK sprintafstand in Stockholm - 01:01.33
- 2012: 47e WK olympische afstand - 1053 p
- 2013: 20e WK sprintafstand in Hamburg - 58.46
- 2013: 36e WK olympische afstand - 1042 p
- 2014: 13e WK sprintafstand in Hamburg - 57.54
- 2014: 22e WK olympische afstand - 1585 p
- 2015: 13e WK olympische afstand - 2404 p
- 2016: 29e WK olympische afstand - 682 p

### duatlon
- 2002:  Duits kampioenschap jeugd